# مقهى ريكس
ريكس كافيه كازابلانكا أي مقهى ريكس في مدينة الدار البيضاء المغربية هو مطعم وحانة ومقهى يقع في مدينة كازابلانكا (الدار البيضاء) المغربية. مفتوحا منذ 1 مارس 2004، مقهى ريكس تم تصميمه لإعادة خلق الحانة التي خلدها همفري بوغارت وانغريد برغمان في فيلم كازابلانكا الخالد. واردا في فيلا بأسلوب رياض مغربي تقليدي شيد ملتصقا بجدار المدينة القديمة، المزيج من المطعم وحانة البيانو يزخر بالتفاصيل المعمارية والتزيينية التي تُذكِّرُ بالفيلم، فمثلا: الأقواس المنحنية والمنضدة المنقوشة والشرفات والدرابزين وحتى النباتات التي تلقي بظلالها على الجدران البيضاء والمصابيح المزخرفة بالخزر والزجاج الملون. وهناك بيانو من شركة بلايال أصلي من ثلاثينيات القرن الماضي وكثيرا ما تطلب أغنية مع مرور الوقت من عازف البيانو.
تدار وتمتلك ريكس من قبل المشتبه بهم المعتادين، شركة مساهمة وإنها تعد معلما من معالم الدار البيضاء وتعرف بأنها مقهى ريكس الحقيقية وأخيرا تعطي الحياة للـ gin joint (أي حانة الجن) الأسطوري ذي الشهرة السينمائية في الدار البيضاء الواقع والحاضر.

## المعمارية والتزين

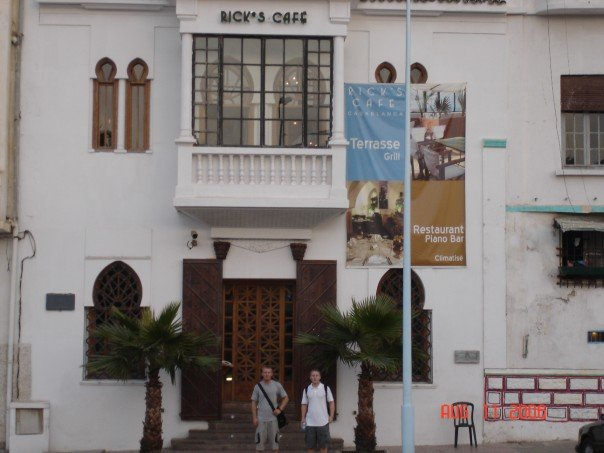
خارج مقهى ريكس في 2006

كاثي كرايغر، ديبلوماسية أميركية سابقة في المغرب، طورت مقهى ريكس. هي واردة في فيلا مغربية تقليدية ذات رياض في وسطها ويعود تاريخها إلى 1930. موقعها تسمح لوجود ثلاث واجهات: واجهة الشارع المميزة ذات الأبواب الخشبية الثقيلة والواجهة المطلة على المحيط الأطلسي والواجهة الملتصقة على الزقاق الضيق الذي كان المدخل الرئيسي سابقا وهو حالياً زقاق الخدمة.
بسبب عمر تركيب المبني وقربه من الشاطئ، تم ترميمه وتجديده بالكامل. أبدع المعماري والمصمم الأميركي التفاصيل المعمارية والتزيينية التي عززت الأقواس والدرابزين القائمتين   استرجاعا لمشاهد ومشاعر الفيلم. تشع بأضواء مؤثرةٍ مصابيح معقدة مزينة بالخرز، على كل طاولةٍ مصباحٌ نحاسي مصمم خصيصا من قبل بيل ويليس. وتضيف مشربيات وطاولات وكراسي منقوشة ومطعّمة من سوريا تضيف تأثيرات تزيينية تسترجع أثاث الفيلم.
بالإضافة إلى التجسيد المخلص للفيلم، مقهى ريكس يحوي اليوم أمثلة عن تقاليد الحرف اليدوية المغربية. المدافئ من الرخام المنحوت أو الجبس المصبوغ عن طريقة فن التدلاكت المغربي، وتزينها وكل درجة من الدرج الرئيسي أنماطُ الزليج. ويغطي التدلاكت بألوان كاتمة الجدران في أرجاء المطعم، والأرضيات مطعمة ببلاط الطين النضيج المصنوعة يدويا.

## المأكولات
قائمة المأكولات عند مقهى ريكس تستعين بوفرة الأطعمة البحرية في المغرب، وتعرض مجموعة واسعة من السمك، من سمك موسى على طريقة مانياغ (شريحة مغطاة بالطحين ومقلية في الزبدة مع البقدونس والليمون) إلى الضوري المذهب المتقشر بالفلفل الأسود والنبيذ الأبيض والزعتر. وشرائح اللحم وكبد الأوز وسلطة جبنة الماعز بالتين الطازج وسلطة سرطان لوي الأميركي (سلطة فيها لحم سرطان البحر وصلصة دسمة) كلها من الخيارات العشائية أيضا. كعكة الجبن على طريقة ريكس والبراوني (كعكات شوكولاتة) وغيرها موجودة على قائمة الحلويات، إلى جانب مقبلات أكثر غرابة التي تسلط الضوء على الفواكه المحلية الطازجة. وللغذاء، هناك أيضا أطباق مفضلة ذات الشعبية مثل الهامبرغر الأميركي وتشيلي كون كارناي (حساء حار ومتبل له أصول أميركية ومكسيكية يتكون رئيسيا من الفصولياء واللحم اللمفروم) إلى جانب صيد اليوم والطاجين المغربي. والمشواة فوق السطح تقدم مجموعة الطعام من مشويات متنوعة والدجاجة البرية المشوية إلى شرائح سمكة السيف.

## الموسيقى
يعزف عصام شبعة البيانو ليلياً من الثلاثاء إلى يوم الأحد. يقدم مرجعيا من مختارات الجاز من الأربعينات والخمسينات بما فيه أغاني فرنسية وإسبانية وبرازيلية بجانب تحف أميركية مثل Summertime (وقت الصيف) وThe Lady is a Tramp (هذه السيدة متشردة) وBlue Moon (القمر الأزرق) والحتمية: As Time Goes By (بينما يمر الوقت). وليلة الأحد هي مختصة لجلسة مجمعية ارتجالية حين قد ينضم لعصام بعض الهواة والموسيقيون المسافرون ليعزفوا الجاز الارتجالي معاً. خلال الغذاء وإثناء الفترات ما بين دورات الموسيقى الحية، هناك مجموعة من مختارات الجاز وأصوات بيغ باند.